# 영암 도갑사 도선국사진영
영암 도갑사 도선국사진영(靈岩 道岬寺 道詵國師眞影)은 대한민국 전라남도 영암군 군서면 도갑리, 도갑사에 있는, 통일신라 후기의 승려인 도선국사(827∼898)의 초상화이다. 1990년 12월 5일 전라남도의 유형문화재 제176호로 지정되었다.

## 개요
통일신라 후기의 승려인 도선국사(827∼898)의 초상화이다.
도선은 주로 통일신라말·고려초에 활약했으며 비기(秘記:신기한 기록)나 풍수지리설과 연관되어 있어 실재 인물이라기보다 신화적 존재로 파악되기도 한다. 고려 태조 왕건의 탄생을 예언하기도 하여 태조 이후 고려의 왕들로부터 많은 존경을 받았다.
초상화는 불교의 의식 때에 왕사나 대사 등이 손에 드는 장자를 들고 의자에 걸터앉아 약간 오른쪽을 바라보고 있는 모습을 그린 전신상으로, 화폭의 윗부분에 ‘도선국사진영’이라는 제목을 써 놓았다. 절에 전해오는 기록에는 도선의 초상화는 세조 2년(1456) 도갑사를 중창한 수미왕사의 제안으로 처음 그렸다고 한다. 이 그림은 이후 다시 옮겨 그린 것으로, 비단에 진한 채색을 사용하여 그려 놓았다.
현재 도선의 초상화는 순천 선암사에도 1점이 보존되어 오는데 그림의 윗부분에 쓰인 글로 보아, 순조 5년(1805)에 제작되었음을 알 수 있다. 선암사의 초상화와 비교할 때 인물의 표현방법이나 의복에 가해진 음영의 처리와 바닥에 깔린 돗자리무늬 등이 서로 비슷하여, 선암사의 상과 같은 시기의 그림으로 보이기도 하고, 단순화된 복장과 옷깃의 끝머리가 안으로 접혀든 점, 의자의 양쪽에 꽃무늬 띠 등은 선암사의 상보다 약간 후대의 작품으로 짐작되기도 한다.
조선 후기의 승려 초상화의 전형을 잘 보여주는 작품이다.

## 참고 문헌
- 도갑사도선국사진영 - 국가유산청 국가유산포털